# Урюнг-Хастах
Урюнг-Хастах (также Юрюнг-Хаастаах) — река в Усть-Янском улусе Якутии, Россия. Длина реки составляет 71 километр, вместе с притоком Улар — 111,5 км. Площадь водосборного бассейна — 1060 км². Течёт в северо-западном направлении, впадает в Эбеляхскую губу моря Лаптевых к югу от устья реки Суруктах.
Берёт начало в тундровой местности примерно в 15 км к югу от озера Бустах. Течёт по тундровой, в среднем течении заболоченной местности. В низовьях — иловые наносы. В бассейне большое количество мелких озёр. Значительно меандрирует. В районе озера Ледяное, связанного протоками с рекой,  на левом берегу возвышается гора Урюнг-Хастах (339 м). Ширина в верхнем течении превышает 100 метров при глубине 1,8 метра. В среднем течении ширина 20 метров, а глубина — 1,5 метра. Скорость течения реки — 0,2 км/ч. Населённые пункты на реке отсутствуют.
Имеет следующие поименованные притоки:
- правый — Моста-Юрюе
- левый — Улар

По данным государственного водного реестра России относится к Ленскому бассейновому округу.